# Луго-ди-Нацца
Луго-ди-Нацца (фр. Lugo-di-Nazza, корс. U Lugu di Nazza) — коммуна во Франции, находится в регионе Корсика. Департамент коммуны — Верхняя Корсика. Входит в состав кантона Гизони. Округ коммуны — Бастия.
Код INSEE коммуны — 2B149.

## Население
Население коммуны на 2008 год составляло 112 человек.
| 1962 | 1968 | 1975 | 1982 | 1990 | 1999 | 2008 |
| ---- | ---- | ---- | ---- | ---- | ---- | ---- |
| 94   | 105  | 90   | 100  | 105  | 103  | 112  |

## Экономика
В 2007 году среди 56 человек в трудоспособном возрасте (15—64 лет) 39 были экономически активными, 17 — неактивными (показатель активности — 69,6 %, в 1999 году было 62,0 %). Из 39 активных работали 34 человека (26 мужчин и 8 женщин), безработных было 5 (1 мужчина и 4 женщины). Среди 17 неактивных 4 человека были учениками или студентами, 3 — пенсионерами, 10 были неактивными по другим причинам.